# Здание Краснопресненского районного Совета
Здание Краснопресненского районного Совета — здание в стиле авангард, расположенное по адресу Миусская площадь, д. 2/2 в Тверском районе города Москвы.
Здание построено в 1928 — 1929 гг. по проекту архитекторов А. Голубева и Н. Щербакова под руководством инженера С. Грузинова и является одним из первых зданий городских районных Советов в СССР. Здание представляет собой результат поиска новой формы представительского здания в новом Советском государстве.

## История
Здание построено из кирпича и имеет три этажа. Внутренняя планировка имеет коридорную систему с расположенными по обеим сторонам коридора кабинетами. Архитектурной особенностью является наличие выступающих из плоскости главного фасада элементов, а также аттиков, имитирующих плоскую кровлю. Вынесенный вперед портик, имеющий упрощенную форму, акцентирует главный вход. Архитектурную завершенность зданию придает контрастирование глухих простенков и оконных проемов с сильно выступающих блоков лестниц, которые подчёркнуты вертикальными окнами.
После изменения территориально-административного деления Москвы в здании располагались Ленинградский районный комитет КПСС (вход с ул. А. Невского) и Ленинградский районный комитет ВЛКСМ (вход с Миусской площади), а позднее — Фрунзенский районный комитет КПСС.